# Sprint Racing
Sprint Racing es una escudería argentina de automovilismo de velocidad, creada en el año 2009. Fue fundada por el expiloto de Turismo Carretera, Marcelo Cotignola quien inicialmente la fundó bajo el nombre de Schick Racing, gracias a un acuerdo publicitario logrado con el fabricante de navajas de afeitar Schick, propiedad del holding norteamericano Energizer, quien de esta forma cedía su nombre para bautizar a la escudería. El equipo fue partícipe desde su fundación de la categoría argentina de turismos Top Race, en la cual se inició primeramente en la divisional Junior, para luego pasar a competir en ambas divisiones. Su participación no solo se limitó a las divisionales del Top Race, sino que también tuvo su paso por las divisiones mayores de la Asociación Corredores de Turismo Carretera, es decir, el Turismo Carretera y el TC Pista. Finalmente, el acuerdo entre Cotignola y la marca Schick culminaría en el año 2014, siendo el equipo presentado al año siguiente bajo el nombre de Sprint Racing.

## Historia

### Antecedentes
Luego de su retiro de las pistas, Marcelo Cotignola decidió abocarse a impulsar la carrera deportiva de su hijo Nicolás Cotignola, quien también tenía la misma vocación de su padre. Fue así que apoyados por la firma Schick (fabricante de origen norteamericano de navajas de afeitar, que auspició a Cotignola Padre en el TRV6) el joven Nicolás debutó en el año 2008 en la categoría Top Race Junior al volante de un Ford Mondeo II, atendido por la escudería Abraham Racing Sport. De esta forma, se daba inicio a una relación comercial que más tarde desembocaría en la creación de la nueva escudería Schick Racing.

### La creación de la escudería
En el año 2009, el Abraham Racing Sport renovó su confianza en Nicolás Cotignola, devolviéndole el coche con el que debutara en 2008 y sumando un coche más a la escudería a cargo de Franco Ércoli. Este año, Cotignola conseguiría su primer triunfo, al vencer en la competencia disputada en el autódromo de Comodoro Rivadavia, lo que le permitió posicionarse para pelear un campeonato en el que finalizaría en quinto lugar.
Mientras tanto, la idea de crear una nueva escudería comenzó a florecer en la mente de Marcelo Cotignola, idea que finalmente se concretaría el 1 de diciembre de 2009, cuando luego de la presentación del nuevo parque automotor del Top Race V6, fue anunciada la creación del Schick Racing, equipo que contaría con su dirección deportiva y el apoyo de su principal patrocinador. A todo esto, también se anunció el ascenso al TRV6 de Nicolás Cotignola y la desvinculación del Abraham Racing Sport, una vez finalizada la temporada 2009.
El estreno de la escudería se dio en 2010. Ese año, la estructura logró imponer su presencia en ambas categorías, poniendo inicialmente dos autos en cada categoría: En el TRV6, las unidades Ford Mondeo III estuvieron a cargo de Cotignola y Brian Smith (también expiloto del Abraham Motorsports en TRV6), mientras que en el TR Junior tuvieron tal responsabilidad los pilotos Franco Ércoli y Juan Manuel Lorio, quien ingresaba al equipo ese año. Una vez finalizada la Copa América 2010 (en la cual Brian Smith alcanzó el podio en la última fecha), se produjo la fusión entre el Schick Racing y el Infobae Motorsports, escudería que contaba con el apoyo del Grupo Infobae y que tenía como único piloto a Nicolás Iglesias. De esta manera, la escudería agrandó su participación con vistas a la Temporada 2010-2011. A fin de año, nuevamente el equipo aumenta su participación, con la llegada del piloto Mariano Werner, quien llegaba con el fresco antecedente de pelear el título de Turismo Carretera.
Una de las particularidades de este equipo es la independencia que se les da a sus pilotos en materia publicitaria, ya que si bien algunos coches son pintados con los colores originales de la marca Schick (verde, negro y blanco), uno de sus coches de TR Junior (el de Franco Ércoli) es pintado de color rojo, debido a una publicidad de galletas. También, se les permite a los pilotos reemplazar los logos de Schick en los planos principales del automóvil, por sus propias publicidades, tal es el caso de Nicolás Iglesias, quien mantenía los logotipos de Grupo Infobae.
Para el año 2011, el equipo anunció la contratación de Omar Martínez como cuarto piloto, y a su vez informó la desvinculación de Nicolás Iglesias quien emigraba al equipo Vitelli Competición. Sin embargo, a pesar de esta desvinculación, la escudería seguiría ligada a Grupo Infobae, ya que esta empresa mantuvo su patrocinio tanto para esta escudería como para el Infobae Motorsports. Con estos movimientos en el mercado de pases, la escudería nuevamente encara una temporada de Top Race, siendo una de las alineaciones con mayor presencia en pista.

### Actualidad
En la actualidad, el equipo mantiene su participación dentro de la categoría Top Race, llevando como principal abanderado a Nicolás Cotignola dentro de la divisional TRV6. Por sus mandos compitieron otros pilotos reconocidos como Mariano Werner, Mariano Acebal, Gustavo Micheloud o Juan Cruz Álvarez. Al mismo tiempo, fue el primer equipo en hacer debutar a una dama dentro de la divisional mayor del Top Race, al concretar el debut de Julia Ballario en el año 2013. Asimismo, la escudería tendría intervenciones en la divisional menor Top Race Series, llevando en sus filas a pilotos como Franco Ércoli, Gonzalo Montenegro o el excampeón Federico Bathiche.
Por otra parte, el equipo iniciaría incursiones a partir del año 2013 en las categorías Turismo Carretera y TC Pista, llevando como pilotos a Brian Smith en la mayor y a Cotignola en la menor, ambos al comando de unidades Torino Cherokee. La participación del equipo continua en la divisional TC Pista, con Cotignola como principal referente.
A partir del año 2015 y tras finalizar el acuerdo firmado con el fabricante Schick, la escudería comandada por Marcelo Cotignola inicia una nueva etapa en su trayectoria, pasando a cambiar su denominación por la de Sprint Racing.

## Plantel de pilotos

### Alineaciones anteriores
| Top Race V6       | Top Race V6       | Top Race V6        | Top Race V6        | Top Race V6        | Top Race V6       | Top Race V6    |
| Años              | Pilotos           | Pilotos            | Pilotos            | Pilotos            | Pilotos           | Pilotos        |
| ----------------- | ----------------- | ------------------ | ------------------ | ------------------ | ----------------- | -------------- |
| 2010              | Brian Smith       | Nicolás Cotignola  | Nicolás Iglesias   | Mariano Werner     |                   |                |
| 2011              | Brian Smith       | Nicolás Cotignola  | Omar Martínez      | Mariano Werner     | Esteban Tuero     | Mariano Acebal |
| 2012              | Brian Smith       | Nicolás Cotignola  | Omar Martínez      | Santiago Ventana   | Norberto Fontana  | Mariano Acebal |
| 2013              | Nicolás Cotignola | Mariano Acebal     | Julia Ballario     | Gonzalo Montenegro | Gustavo Micheloud |                |
| 2014              | Nicolás Cotignola | Gonzalo Montenegro | Gustavo Micheloud  | Juan Cruz Álvarez  |                   |                |
| Top Race Series   |                   |                    |                    |                    |                   |                |
| Años              | Pilotos           | Pilotos            | Pilotos            | Pilotos            | Pilotos           | Pilotos        |
| 2010              | Franco Ércoli     | Juan Manuel Lorio  |                    |                    |                   |                |
| 2011              | Franco Ércoli     | Juan Manuel Lorio  |                    |                    |                   |                |
| 2012              | Franco Ércoli     | Santiago Ventana   | Gonzalo Montenegro |                    |                   |                |
| 2014              | Alex Smith        | Federico Bathiche  |                    |                    |                   |                |
| Turismo Carretera |                   |                    |                    |                    |                   |                |
| Años              | Pilotos           | Pilotos            | Pilotos            | Pilotos            | Pilotos           | Pilotos        |
| 2013              | Brian Smith       |                    |                    |                    |                   |                |
| TC Pista          |                   |                    |                    |                    |                   |                |
| Años              | Pilotos           | Pilotos            | Pilotos            | Pilotos            | Pilotos           | Pilotos        |
| 2013              | Nicolás Cotignola |                    |                    |                    |                   |                |
| 2014              | Nicolás Cotignola |                    |                    |                    |                   |                |

## Automóviles utilizados

### TRV6
Unidad: Ford Mondeo III

Bastidor: Estructura tubular de acero SAE 1030

Impulsor: TRV6 by Berta Evo de 3500 cc y 390 HP

Transmisión: Caja de cambios Sáenz semiautomática de 5 velocidades y M.A.

Frenos: Discos marca Doppler

### Top Race Series V6
Unidad: Prototipo Series, con ploteo de parrillas símil Ford Mondeo III o Mercedes-Benz CLA

Bastidor: Estructura tubular de acero SAE 1030

Impulsor: TRV6 by Berta de 3000 cc y 270 HP

Transmisión: Caja de cambios Sáenz semiautomática de 5 velocidades y M.A.

Frenos: Discos marca Doppler

### Turismo Carretera
Unidad: IKA Torino

Bastidor: Estructura tubular de acero SAE 1030

Impulsor: Jeep Cherokee de 3000 cc y 390 HP

Transmisión: Caja de cambios Sáenz semiautomática de 5 velocidades y M.A.

Frenos: Discos marca Brembo